# 暗條鸚竺鯛
暗條鸚竺鯛（學名：Ostorhinchus nigrocincta），又稱暗條天竺鯛，為輻鰭魚綱鉤頭魚目天竺鯛科鸚竺鯛屬的一個種。

## 分布
本魚分布於印度西太平洋區，包括澳洲、菲律賓、印尼等海域。

## 特徵
本魚體延長而側扁，眼大，口大略下位。魚體呈淺褐色，頭部具一條褐色條紋從吻尖與下巴延伸至眼睛。第一被鰭硬棘、第二背鰭及尾柄具黑色條紋，尾鰭紅色，其餘的鰭透明的，背鰭硬棘8枚；背鰭軟條9枚；臀鰭硬棘2枚；臀鰭軟條8枚，體長可達9公分。

## 生態
本魚棲息於珊瑚礁區，成群活動，白天躲藏洞穴中，夜間出來覓食，屬肉食性。繁殖期時，雄魚具有口孵習性，卵約7日化成仔魚，由雄魚吐出，具短暫的仔魚飄浮期。

## 經濟利用
不具任何經濟價值。